# Montserrat Caralt i Sagalés
Montserrat Caralt Sagalés (Vic, Osona, 21 de maig de 1986) és una exjugadora d'hoquei sobre patins i gestora cultural catalana.
Començà a jugar al Club Patí Folgueroles i als disset anys fitxà pel Club Patí Voltregà. Amb el club osonenc, aconseguí cinc Lligues catalanes (2003-08), quatre Campionats d'Espanya (2005-08), tres Copes de la Reina (2006-08) i una Copa d'Europa (2008). Es retirà esportivament a la meitat de la temporada 2008-09.
Llicenciada en Història de l'art i màster en Anàlisi i Gestió del Patrimoni per la Universitat Autònoma de Barcelona. es doctorà en Traducció, Llengües i Literatura (2016) per la Universitat de Vic. Treballà a la Casa Museu Verdaguer de Fogueroles i, actualment, es directora de la Fundació Miquel Martí i Pol, on hi inaugurà la nova seu a Roda de Ter.

## Palmarès
Clubs
- 1 Lliga europea d'hoquei sobre patins femenina: 2007-08
- 5 Lligues catalanes d'hoquei sobre patins femenina: 2003-04, 2004-05, 2005-06, 2006-07, 2007-08
- 4 Campionats d'Espanya d'hoquei sobre patins femení: 2004-05, 2005-06, 2006-07, 2007-08
- 3 Copes espanyoles d'hoquei sobre patins femenina: 2006, 2007, 2008